# Archaeamphora
Archaeamphora (лат.) — монотипный род вымерших цветковых растений, представленный единственным видом Archaeamphora longicervia, экземпляр которого был обнаружен в нижнемеловых отложениях Исяньской формации (145—101 млн лет назад). Это род в связи со схожим с строением кувшинчиков был отнесен к семейству Саррацениевые, что делает его самым ранним плотоядным растением из известных. Archaeamphora также является одним из трёх старейших родов покрытосеменных.

## Этимология названия
Родовое название Archaeamphora происходит от греческого αρχαίος «древний» и ἀμφορεύς «амфора». Видовой эпитет longicervia происходит от латинских слов longus «длинный» и cervicarius «шейный» и связан с характерным сужением в кувшиноподобных структурах растения.

## Описание
Archaeamphora была травянистым растением, растущим примерно до 50 мм в высоту. Стебель длиной не менее 21 мм и шириной 1,2 мм. Кувшиноподобные структуры были асцидированными по форме, длиной 30—40 мм, располагались спирально вокруг стебля и состояли из трубчатой основы, расширенной средней части, сужения вокруг перистомы и вертикальной крышки в форме ложки, на краю которой располагались мешочные структуры неизвестного предназначения. Эти структуры проявляли сильную жёлто-зелёную флуоресценцию. На кувшинах присутствовали от трёх до пяти крупных параллельных жил, а также многочисленные небольшие прожилки. Крошечные железы диаметром около 4 мкм были обнаружены на внутренней поверхности кувшинов и в канавках вдоль прожилок. Они также показывали сильную жёлтую флуоресценцию.
Семя, обнаруженное рядом с ископаемым материалом вида, размером 0,9 × 1,25 мм, крылатое, сетчато-бугорчатое, овальной формы по своей морфологии напоминало семена семейства Саррацениевые.